# 布朗茲 (喬治亞州)
布朗茲（英語：Blount）是位於美國喬治亞州門羅縣的一個非建制地區。該地的面積和人口皆未知。

## 地理
布朗茲的座標為33°10′49″N 83°57′34″W / 33.18028°N 83.95944°W，而該地的平均海拔高度為205米（即673英尺）。